# Alina W. Chechelska
Alina W. Chechelska, właściwie Alina Chechelska-Płoskonka (ur. 11 maja 1963 roku w Gdowie) – polska aktorka Teatru Śląskiego w Katowicach im. Stanisława Wyspiańskiego.
W 1986 roku ukończyła studia w Państwowej Wyższej Szkole Teatralnej w Krakowie, po czym dołączyła do zespołu Teatru Śląskiego. Wykłada w Szkole Aktorskiej przy Teatrze Śląskim. 

## Nagrody
- 2018 – odznaka honorowa „Zasłużony dla Kultury Polskiej” nadana przez Ministra Kultury i Dziedzictwa Narodowego[1]
- 2005 – nagroda za rolę Pani Róży w przedstawieniu „Oskar i pani Róża” według Erica-Emmanuela Schmitta w Teatrze Śląskim im.Stanisława Wyspiańskiego w Katowicach na II Międzynarodowym Festiwalu Przedstawień dla Dwojga Aktorów w Symferopolu na Krymie
- 1996 – „Złota Maska” za rolę i współreżyserię spektaklu „Robaczek w jedwabiu – czyli i w odmianach czasu smak jest” wystawionym przez Teatr Pierwszy
- 1995 – wyróżnienie za rolę Barmanki w przedstawieniu „Hałdy” Stanisława Bieniasza w Teatrze Śląskim w Katowicach
- 1991 – nagroda im. Leokadii Starke dla młodych aktorów, przyznawana przez katowicki oddział ZASP.

## Filmografia
- Matka (2014), jako Pani Chmielewska
- Czas honoru (2013) jako Zośka, kelnerka w kawiarni Dobrzyńskiej
- Samo życie (2009, 2010), jako Truda Koziorz, matka Kostka i Franka
- Popiełuszko. Wolność jest w nas (2009), jako Marianna Popiełuszko, matka księdza Jerzego
- Skrzydlate świnie (2009), jako pielęgniarka
- Na dobre i na złe (2008, odcinek 340), jako matka Marka
- Magda M. (2006, 2007, odcinki 13, 18, 26, 31, 37, 39, 41, 45, 48, 50, 51, 53), jako Helenka, gosposia Waligórów
- Kryminalni (2006) jako kobieta (odc. 49)
- Emilka płacze (2006), jako pani Basia
- Skazany na bluesa (2005)
- Tak miało być (2005), jako Sieczkowska, matka Jarka
- Oda do radości (2005), jako baba
- Pensjonat pod różą (2004), jako Ela
- Na dobre i na złe (2003, odcinek 157), jako Aldona, klientka Igora
- Człowiek magnes (2001), jako Matka Kasi, kobieta poznana w pociągu
- Królowa złodziei (1997)
- Śmierć jak kromka chleba (1994)

## Spektakle teatralne (aktualnie wystawiane)
Teatr Śląski w Katowicach im. Stanisława Wyspiańskiego
- 2017: Terror
- 2016: Wujek`81. Czarna ballada
- 2015: Ożenek
- 2014: Skazany na bluesa
- 2013: Piąta strona świata
- 2013: Przygody Sindbada Żeglarza
- 2009: Badenheim 1939
- 2009: Zbrodnia i kara
- 2009: Trzy po trzy
- 2008: Polterabend
- 2008: Ubu, słowem Polacy
- 2008: Zdobycie bieguna południowego
- 2007: Wesele
- 2007: Romeo i Julia
- 2005: Oskar i Pani Róża
- 2005: Zabawna historyjka o domku-cudomku
- 1993: Mayday

## Spektakle teatralne (nie wystawiane już na scenie)
Teatr Śląski w Katowicach im. Stanisława Wyspiańskiego
- 2006: Idź się leczyć
- 2006: Dżuma
- 2006: MANEKIN czyli Kochanek Hitlera
- 2005: Lizystrata
- 2005: Push Up 1-3 – Ostatnie Piętro
- 2004: Sen srebrny Salomei
- 2004: Walentynki
- 2003: Kto się boi Virginii Woolf?
- 2003: Tajemniczy Mr Love
- 2002: Chryje z Polską. Rzecz o Stanisławie Wyspiańskim
- 2002: Pułapka
- 2001: Kartoteka
- 2000: Romeo i Julia
- 1996: Ballady i romanse
- Klincz